# Vorarlberger Landesbibliothek

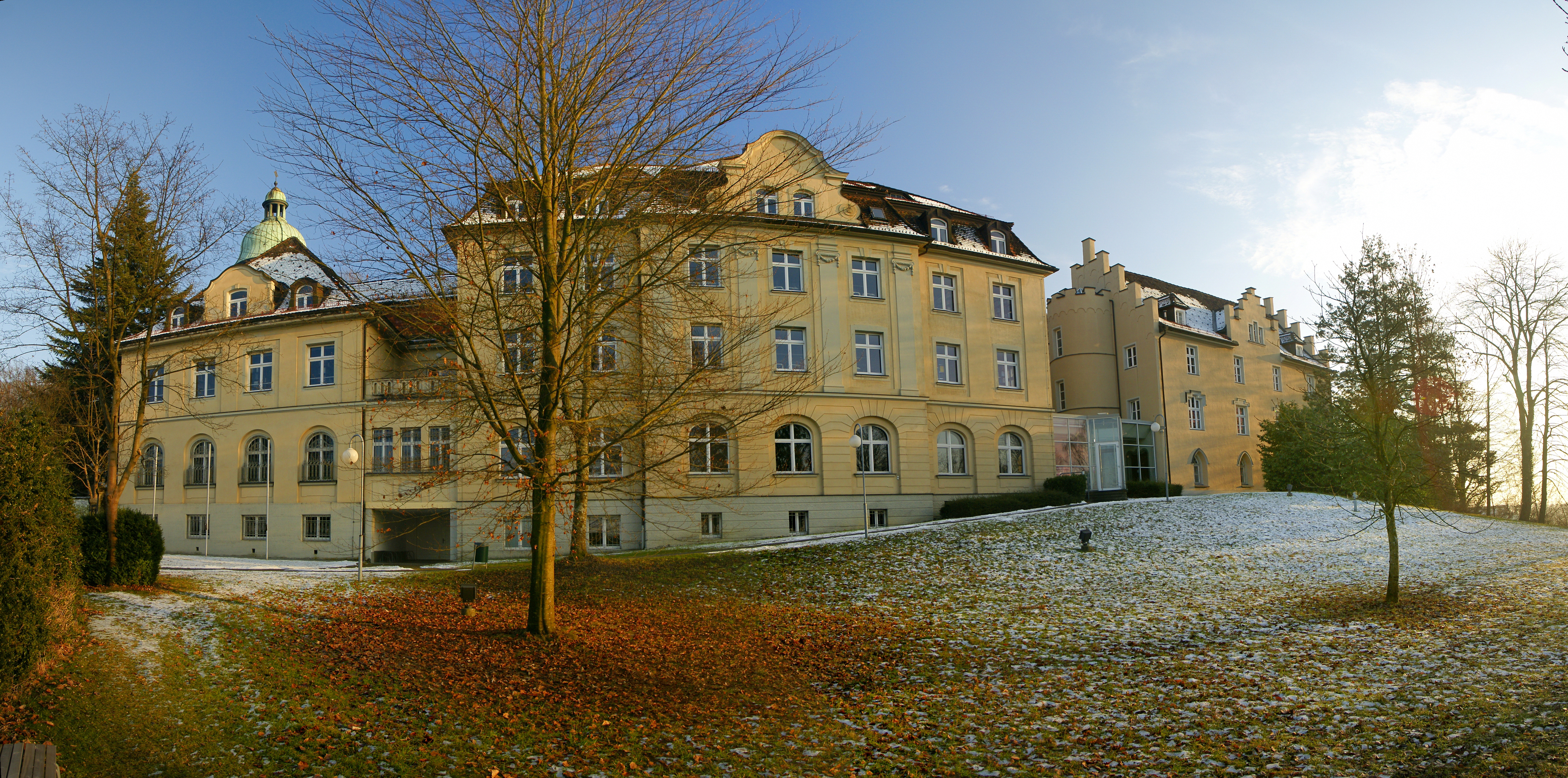
Frontalansicht der Bibliothek

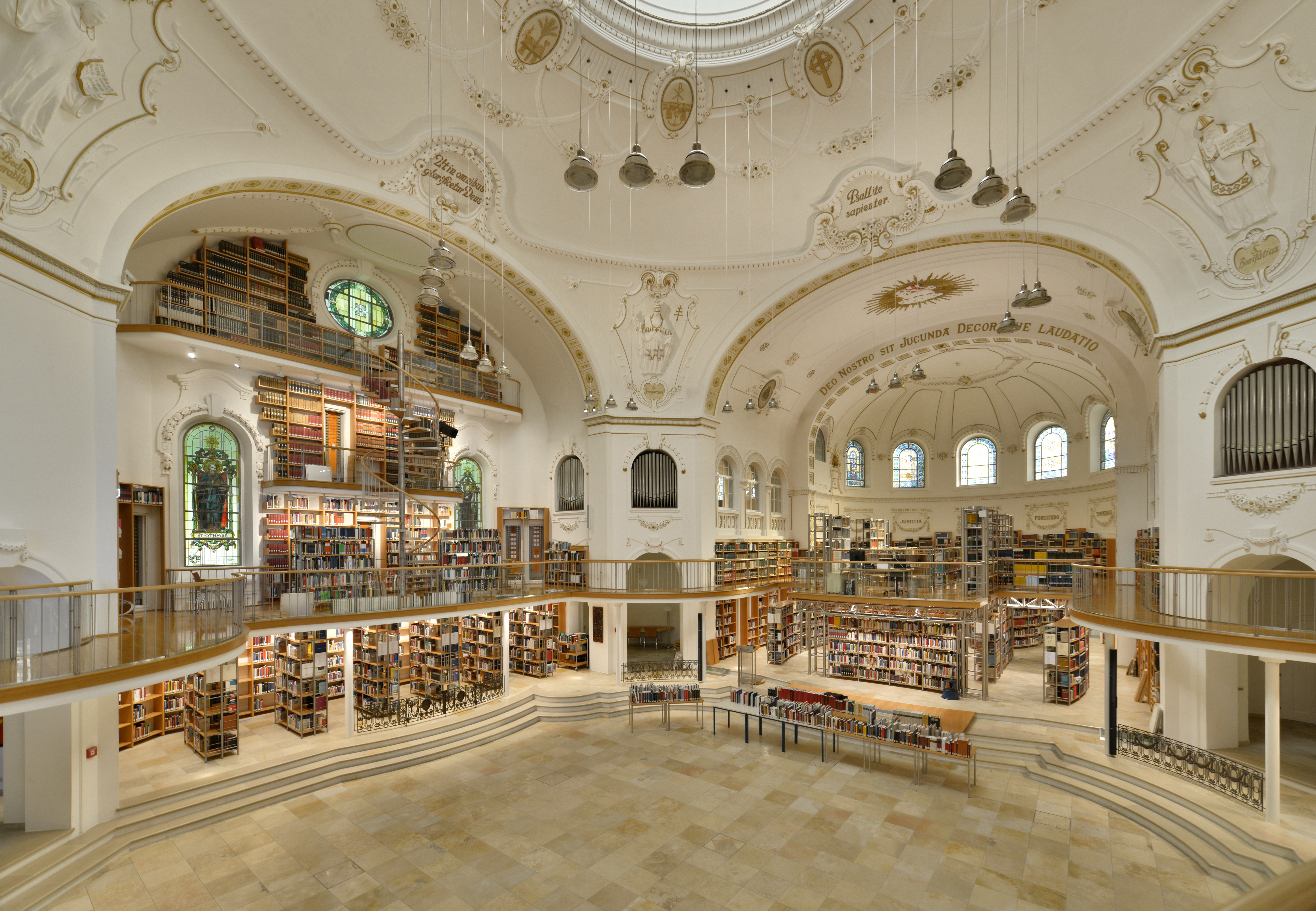
Kuppelsaal der Bibliothek von innen

Die Vorarlberger Landesbibliothek in Bregenz ist eine Regionalbibliothek, die für das österreichische Bundesland Vorarlberg zuständig ist.
Die Bibliothek wurde 1904 im Rahmen des Vorarlberger Landesarchivs gegründet. Seit der Verselbständigung am 1. September 1977 ist die wissenschaftliche Bibliothek eine dem Amt der Vorarlberger Landesregierung nachgeordnete Dienststelle.
Bestandsschwerpunkt sind die Vorarlbergensien, das landeskundliche Schrifttum über Vorarlberg. Das Franz Michael Felder-Archiv der Vorarlberger Landesbibliothek dient als Vorarlberger Literaturarchiv. Darüber hinaus werden in der Mediathek audiovisuelle Medien (vor allem Fernsehen und Radio) landeskundlichen Inhalts dokumentiert.
Die Vorarlberger Landesbibliothek bietet neben Büchern auch Tonaufnahmen und Musik-CDs, fachbezogene Videos sowie DVDs als auch Hörbücher. Die Bibliothek setzt einen OPAC (Online Public Access Catalogue) ein.
In der Landesbibliothek findet sich ein recht gut erhaltenes Exemplar der 1616 erschienenen Emser Chronik – ein „Meisterwerk der Buchdruckerkunst“, das mehrfach als „das schönste je in Vorarlberg gedruckte Buch“ bezeichnet wurde.

## Gebäude
Das Schloss Babenwohl (früher „Babenboll“) der Grafen von Bregenz aus der zweiten Hälfte des 14. Jahrhunderts wurde am 11. Februar 1854 vom aus Würzburg stammenden Baron Ernest von Pöllnitz erworben. Er ließ das Schlösschen renovieren und durch den Bregenzer Baumeister Gabriel Mallaun um einen Treppenturm erweitern. 
In den Folgejahren war das Anwesen von den Familien Pöllnitz und Douglass bewohnt. Die Bludenzer Schriftstellerin Grete Gulbransson, die in ihrer Jugend öfters auf Babenwohl weilte, berichtete in ihrem Roman „Geliebte Schatten“ über das Leben in diesem Gebäude.
1907 wurde auf dem Anwesen das Kloster errichtet und ausgebaut. Im Südflügel ist noch heute die Bausubstanz des ehemaligen Schlosses erhalten.
1910/11 wurde rechtwinklig daran der Bibliothekstrakt nach Plänen vom Schweizer Architekten Adolf Gaudy (1872–1956) errichtet.
Die Bibliothek ist seit 1985 im ehemaligen Benediktinerstift St. Gallus untergebracht. 1981 ging das Kloster an das Land Vorarlberg und seit 1993 steht auch die ehemalige Bibliothek des Benediktinerklosters St. Gallusstift, der sogenannte „Kuppelsaal“, zur Verfügung. Dieser wurde originalgetreu restauriert.

Schloss Babenwohl in Bregenz (1864)
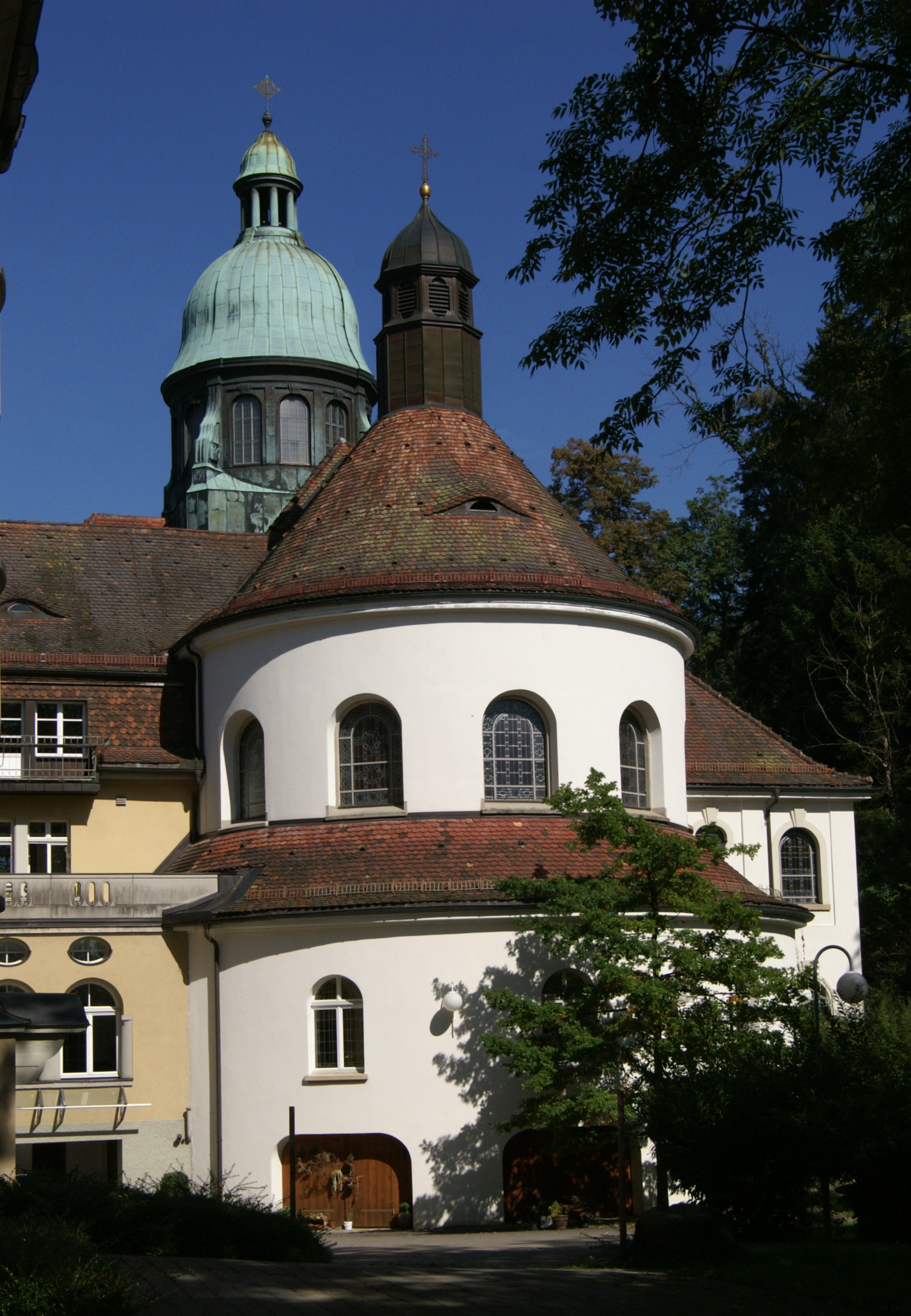
Kuppelsaal der Vorarlberger Landesbibliothek
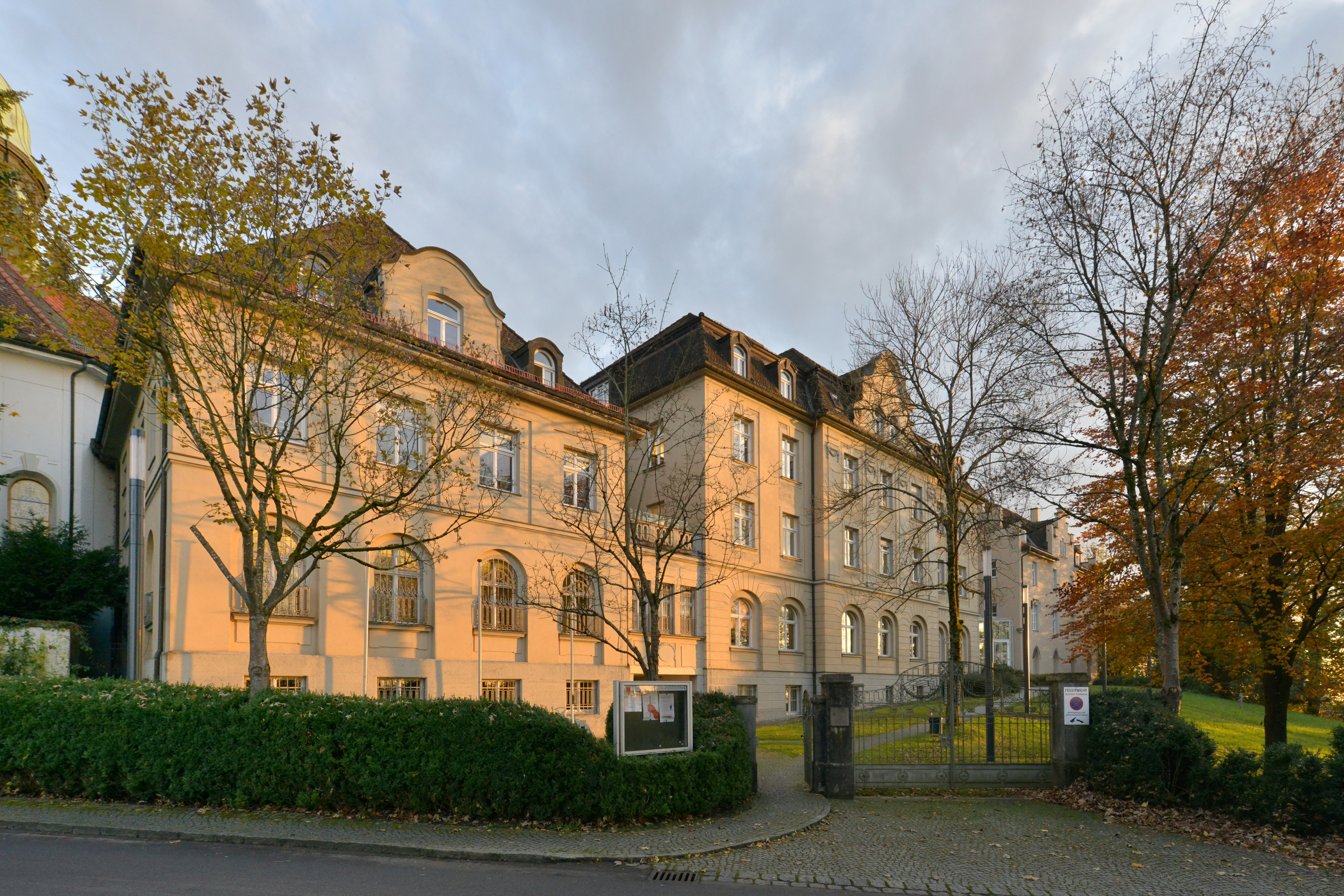
Straßenansicht des Gebäudebestands

## Digitale Bibliothek
Mit dem System volare (Akronym für Vorarlberger Landesrepositorium) ist es der Vorarlberger Landesbibliothek seit 2015 möglich, digitale Objekte benutzerfreundlich anzubieten und gleichzeitig langfristig zu sichern.

## Trivia
In der 20. Folge der Fernsehserie Die Toten vom Bodensee, mit dem Namen Nachtschatten, ist die Landesbibliothek ein wiederkehrendes Filmmotiv.